# Fernando Fonseca
Fernando Manuel Ferreira Fonseca (ur. 14 marca 1997 w Porto) – portugalski piłkarz występujący na pozycji obrońcy w klubie AVS Futebol SAD, olimpijczyk.

## Kariera klubowa
Wychowanek klubów Boavista FC i FC Porto. W 2016 rozpoczął karierę piłkarską w drużynie B FC Porto. W sezonie 2017/18 grał na zasadach wypożyczenia w GD Estoril Praia. 2 września 2019 został piłkarzem Gil Vicente FC.

## Kariera reprezentacyjna
W latach 2014–2015 występował w kadrze Portugalii U-19. Od 2015 bronił barw reprezentacji Portugalii U-21.